# Davis-szoros
A Davis-szoros (angolul Davis Strait, dánul Davisstrædet) az Északnyugati átjáró keleti végének egyik legfontosabb tengerszorosa Grönland délnyugati és a kanadai Baffin-sziget (azaz az amerikai kontinens) keleti partja között. Az Atlanti-óceánhoz tartozó Labrador-tengert köti össze a Baffin-öböllel. 1170 km-es hosszával a Föld harmadik leghosszabb tengerszorosa. Szélessége 240–640 km, átlagosan 330 km; legnagyobb mélysége 658 m.

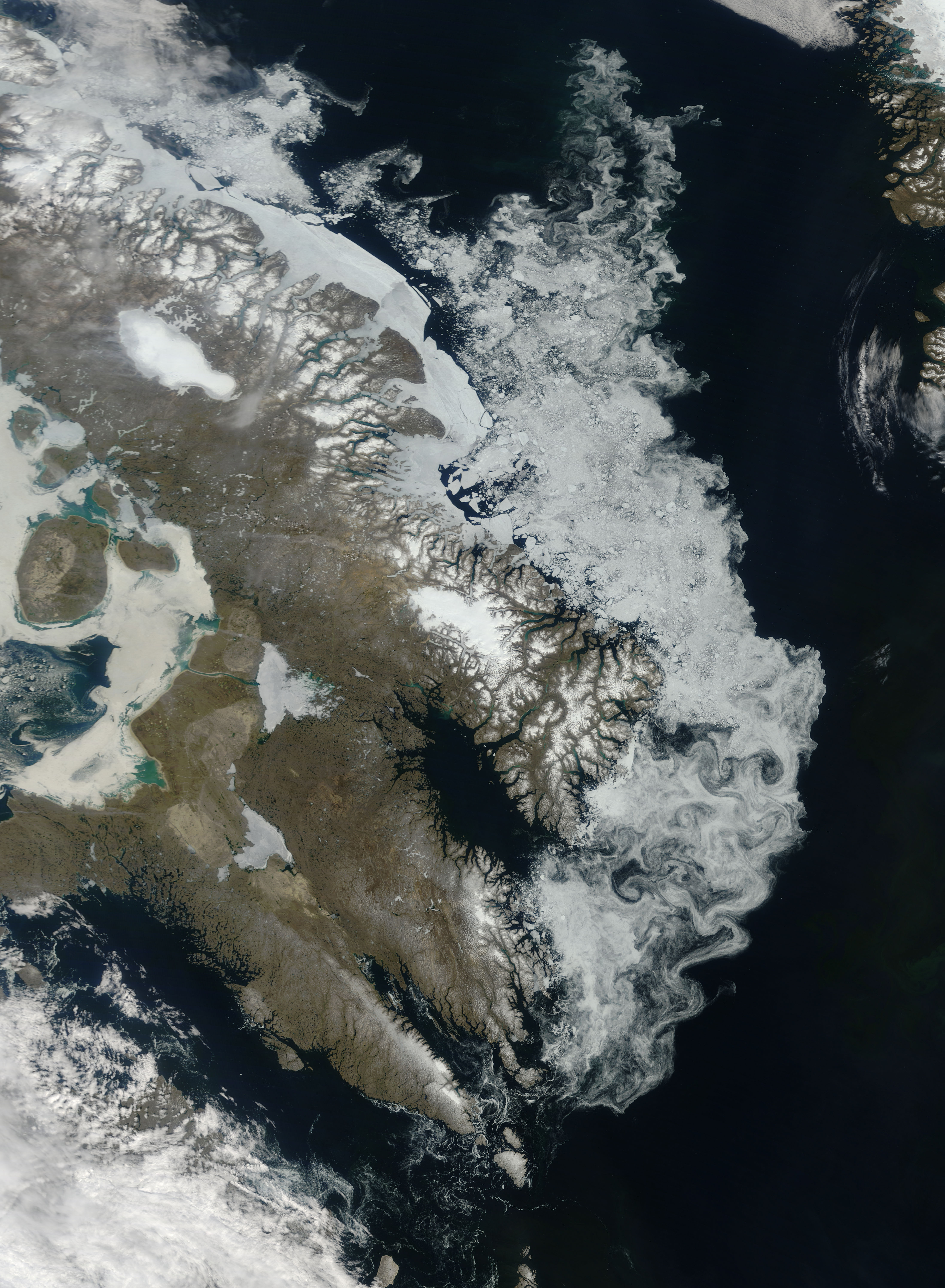
Műholdkép Davis-szorosról. A Baffin-sziget balra látható

Télen befagy, és csak későn enged ki, csak nyár végén és ősszel hajózható, de nyugati partja, a Baffin-föld mentén ilyenkor is jeget sodor a Labrador-áramlat.
John Davis fedezte fel első északi útján 1585-ben.